# East Gaffney
East Gaffney és una concentració de població designada pel cens dels Estats Units a l'estat de Carolina del Sud. Segons el cens del 2000 tenia 3.349 habitants.

## Demografia
Segons el cens del 2000, East Gaffney tenia 3.349 habitants, 1.380 habitatges i 916 famílies. La densitat de població era de 407,9 habitants/km².
Dels 1.380 habitatges en un 28,3% hi vivien nens de menys de 18 anys, en un 41,9% hi vivien parelles casades, en un 18,8% dones solteres, i en un 33,6% no eren unitats familiars. En el 27,8% dels habitatges hi vivien persones soles el 9,3% de les quals corresponia a persones de 65 anys o més que vivien soles. El nombre mitjà de persones vivint en cada habitatge era de 2,42 i el nombre mitjà de persones que vivien en cada família era de 2,96.
Per edats la població es repartia de la següent manera: un 24,7% tenia menys de 18 anys, un 9,1% entre 18 i 24, un 29,3% entre 25 i 44, un 23,3% de 45 a 60 i un 13,6% 65 anys o més.
L'edat mediana era de 36 anys. Per cada 100 dones de 18 o més anys hi havia 91,3 homes.
La renda mediana per habitatge era de 24.527 $ i la renda mediana per família de 32.167 $. Els homes tenien una renda mediana de 26.156 $ mentre que les dones 21.009 $. La renda per capita de la població era de 12.902 $. Entorn del 16% de les famílies i el 22,6% de la població estaven per davall del llindar de pobresa.

## Poblacions més properes
El següent diagrama mostra les poblacions més properes.